# Île de Pothuis
L'île de Pothuis est une île de l'Oise faisant partie du territoire de la commune de Pontoise (Val-d'Oise). 

## Description
Elle s'étend sur environ 350 m de longueur pour une largeur de moins de 35 m. 

## Histoire
Elle tient son nom de l'ancienne porte fortifiée de Pontoise, le Pot huis. Elle a été utilisée pendant des années pour la culture de l'osier et du bois et fut rachetée le 29 janvier 1839 par un certain Juste Amédée Lion qui y fait construire un pavillon. En 1872, il obtient l'autorisation d'y amarrer des bateaux. 
Submergée par les crues de 1910, elle abrite au début du XXe siècle un restaurant-guinguette, le Pavillon-rose. Fréquenté jusqu'aux années 1930, le restaurant ferme ensuite ses portes. Le bâtiment tombe alors en ruines puis est rasé. 
La ville rachète l'île le 25 juillet 1938. En 1984 y sont effectués des travaux de réfection et de protection des berges.
L’île est depuis utilisée pour le lancement du feu d’artifice du 14 juillet.
L'île apparait dans le tableau de Camille Pissarro, Le Lavoir (1872). 